# Argyroupolis
Argyroupolis este un oraș în Grecia.